# Lys (Nièvre)
Lys é uma comuna francesa na região administrativa de Borgonha-Franco-Condado, no departamento de Nièvre. Estende-se por uma área de 10,67 km². Em 2010 a comuna tinha 115 habitantes (densidade: 10,8 hab./km²).